# Sarıseki (Taşköprü)
Sarıseki es un köy (pequeña localidad sin ayuntamiento propio) perteneciente al distrito de Taşköprü
de la provincia de Kastamonu, en Turquía.

## Ubicación
Sarıseki se encuentra a 37 kilómetros del centro de Taşköprü y 79 kilómetros de Kastamonu, la capital provincial.

## Población
Su población es de 113 habitantes, entre 60 hombres y 53 mujeres en 2012.